# Gómara
Gómara es un municipio y localidad española de la provincia de Soria, en la comunidad autónoma de Castilla y León. El término municipal, centro comarcal de servicios del Campo de Gómara, tiene una población de 288 habitantes (INE 2024).

## Geografía

Término municipal.

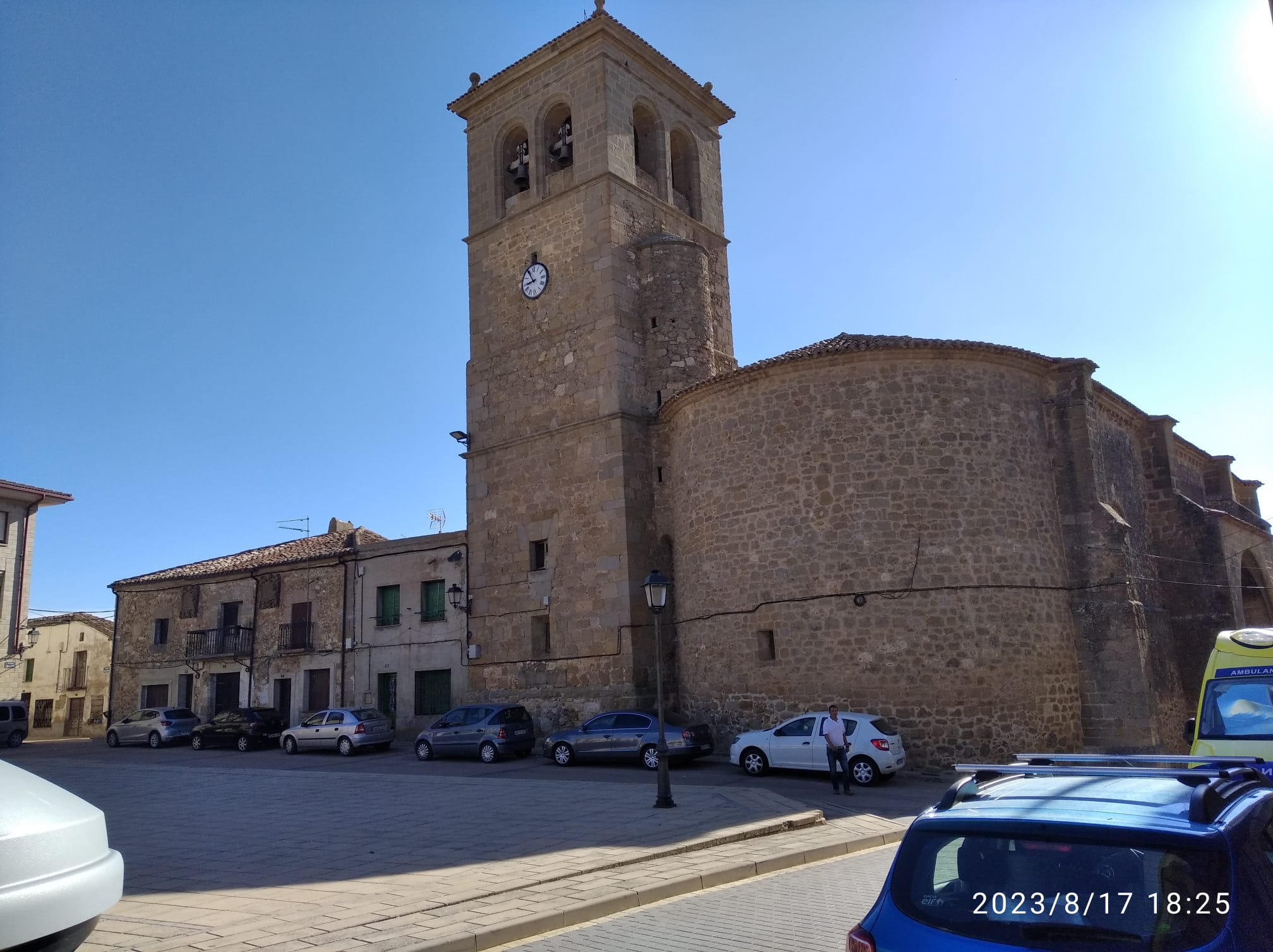
Iglesia parroquial de San Juan Bautista

Su término municipal comprende las pedanías de Abión, Paredesroyas y Torralba de Arciel; así como también la localidad de Ledesma de Soria. Pertenece al partido judicial de Soria.

### Medio ambiente
En su término e incluidos en la Red Natura 2000 los siguientes lugares:
- Lugar de Interés Comunitario conocido como Quejigares de Gómara-Nájima, ocupando 411 hectáreas, el 6 % de su término.[1]
- Zona Especial Protección de Aves conocida como Altos Campos de Gómara ocupando 446 hectáreas, el 7% de su término.[2]

## Economía
Principalmente agricultura (cereal), ganadería, comercio, servicios e industria agroalimentaria.

## Historia

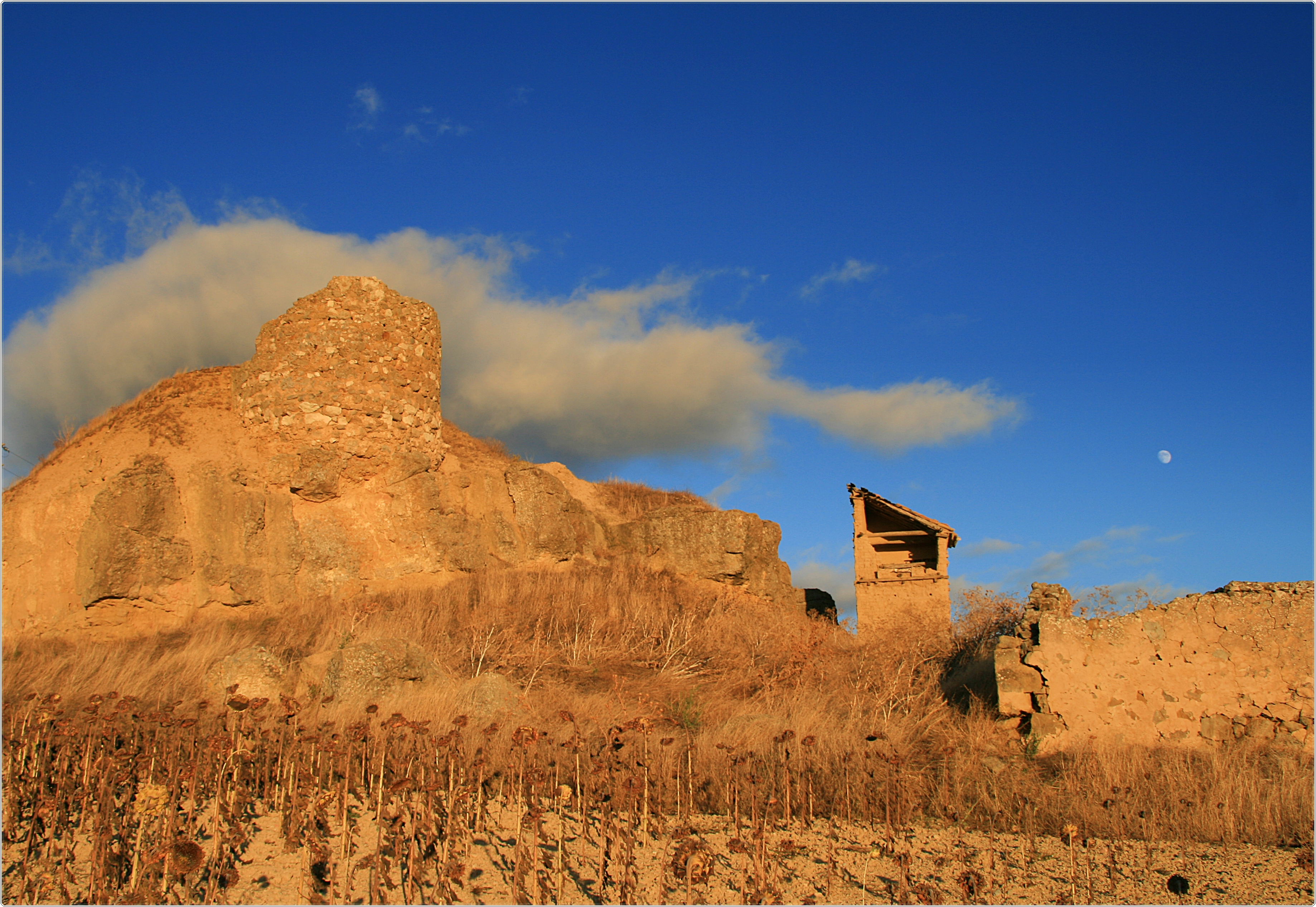
Restos del castillo de Gómara

- Topónimo de origen visigodo.[cita requerida]
- También puede ser de origen árabe, غمارة, Gumára, referido a una etnia de origen bereber, establecida en el norte de Marruecos. En la Marca Superior de Alandalús se conservan varios topónimos correspondientes a grupos bereberes, como Mequinenza (Miknasa), Oseja (Awsaja), Fabara (Hawara) o Puerta Cinegia de Zaragoza (Sinhacha). Por otro lado, la provincia de Soria es una de las que conserva un mayor número de topónimos árabes, entre los que se encuentran Albocabe, Almenar, Almazul o Serón de Nájima en los alrededores de Gómara.
- Era una más de los castillos de defensa que los musulmanes establecieron a lo largo de río Rituerto.

Tras su conquista por Castilla, se convirtió en Condado en 1692.
- En 1756 eran 43 vecinos (familias) los censados, y un siglo después se duplica la población, pasando a 92 los vecinos y 370 las almas. Tenían casa-mesón, taberna, mercado los sábados y horno propiedad del colegio de clérigos menores. Había un hospital que fue derruido en 1754.

Era un enclave importante, y además arciprestazgo que englobaba 81 lugares. Tuvo, bosque y se criaba ganado lanar y de otras especies. Actualmente toda la tierra está roturada, y el ganado bovino es escaso a causa, precisamente, de la escasez de monte.
A la caída del Antiguo Régimen la localidad se constituye en municipio constitucional en la región de Castilla la Vieja, partido de Soria  que en el censo de 1842 contaba con  92 hogares y 349 vecinos.
A mediados del siglo XIX, crece el término del municipio porque incorpora a Paredesroyas y a Torralba de Arciel.
El 25 de abril de 1972 crece el término del municipio porque incorpora Abión y Ledesma de Soria.

## Demografía
Cuenta con una población de 288 habitantes (INE 2024).
| Gráfica de evolución demográfica de Gómara entre 1842 y 2021 |
| |
| Población de derecho según los censos de población del INE Población de hecho según los censos de población del INEEntre el censo de 1857 y el anterior, crece el término del municipio porque incorpora a 425082 (Paredesroyas) y 425111 (Torralba de Arciel) Entre el censo de 1981 y el anterior, crece el término del municipio porque incorpora a 42002 (Abión) y 42104 (Ledesma de Soria) |

### Población por núcleos

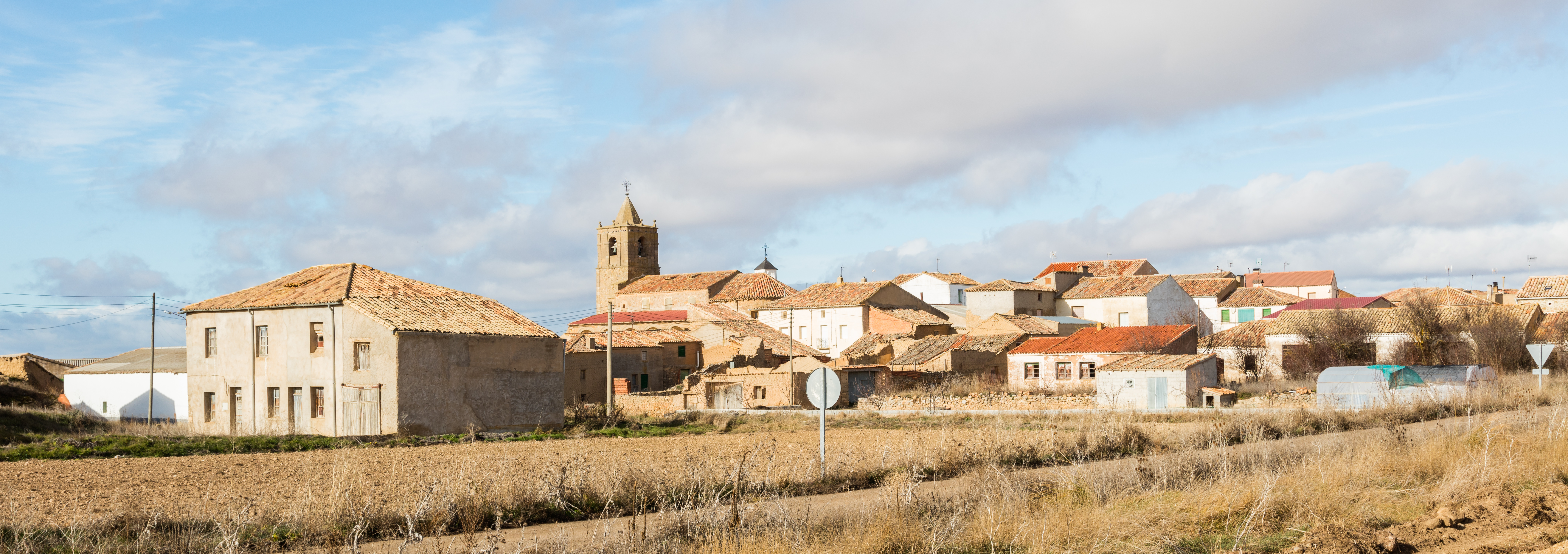
Ledesma de Soria.

| Núcleos            | Habitantes (2000) | Habitantes (2009) |
| ------------------ | ----------------- | ----------------- |
| Gómara             | 340               | 305               |
| Abión              | 44                | 35                |
| Ledesma de Soria   | 35                | 26                |
| Paredesroyas       | 21                | 19                |
| Torralba de Arciel | 37                | 23                |

## Monumentos y lugares de interés

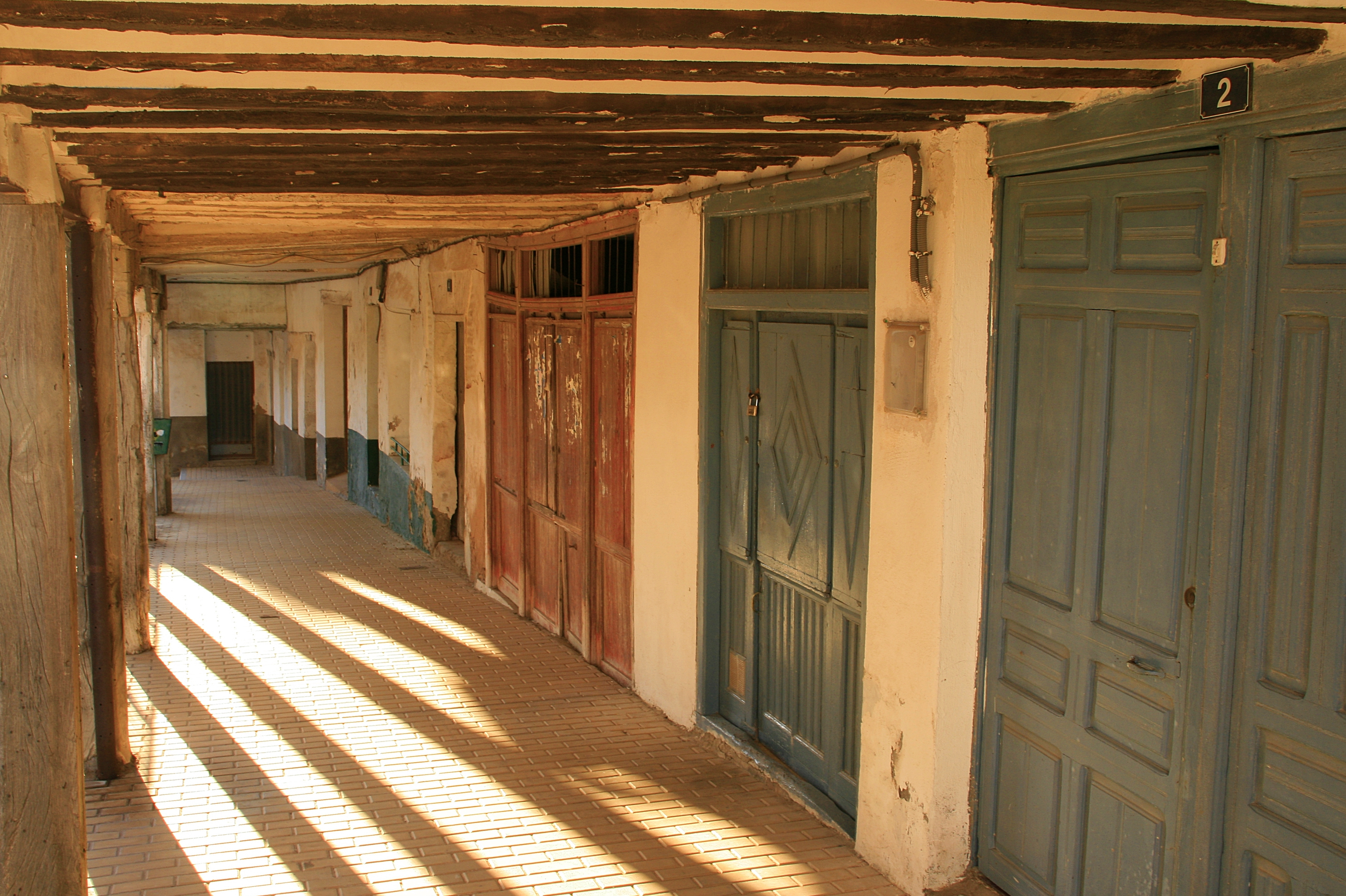
Soportales

- Cuenta con un interesante archivo histórico local.
- Restos del Castillo de Gómara.
- Su iglesia, dedicada a San Juan Bautista, tiene elementos góticos.
- Ermita de la Virgen de la Fuente: es el edificio más querido por los gomarenses. El edificio original ardió en 1702, resultando la imagen de la Virgen ilesa, según mantiene la tradición popular y religiosa. Mediante aportación popular se levantó otro con hospedería aneja a fin de que pudiera ser usado por los peregrinos. Ha pasado por varias vicisitudes, entre ellas ser cuartel de la Guardia Civil.
- Tiene buena infraestructura: centro médico comarcal, establecimientos hoteleros, farmacia, panaderías, gasolinera, tiendas, dos silos y unas estupendas y modernas instalaciones deportivas entre las que destacan las piscinas municipales.
- Escuelas: Centro Rural Agrupado "Campos de Gómara", el cual engloba las escuelas rurales de Gómara, Almazul, Almenar de Soria, Deza, Reznos y Serón de Nágima.

## Fiestas
- 2 de julio en honor de Santa Isabel y acuden en procesión a la ermita de la Virgen de la Fuente.
- Las fiestas más bulliciosas tienen lugar en agosto, con novillada, caldereta, pan y vino que paga el Ayuntamiento: la caldereta de ternera se ha convertido en la comida típica de la villa.
- Mercado semanal, celebrado desde siglos los sábados. La feria de ganado de Pascua y de octubre se ha perdido.

## Personas notables
- Gómara es la patria chica del historiador de Indias y autor sobre temas de la conquista de Argel, Francisco López de Gómara, nacido en el siglo XVI, que fue capellán de Hernán Cortés, hasta la muerte de este.
- En 1949 nació en esta localidad soriana Antonio Marco Martínez, lingüista, profesor y político, Presidente de las Cortes de Castilla-La Mancha entre 1999 y 2003.